# دروبسي
دروبسي (بالإنجليزية: Dropsy)، هي لعبة فيديو من نوع مغامرات مع نقر وتأشير، تم إصدار اللعبة في المتاجر الإلكترونية بتاريخ 10 سبتمبر 2015، وتعمل على منصات مايكروسوفت ويندوز، ماك أو إس، آي أو إس، لينكس وأندرويد، حيث تدعم اللعبة بـ27 لغة ومن بينها العربية.

## المواقع الخارجية
- الموقع الرسمي
 (الإنكليزية)
- Dropsy at Devolver Digital نسخة محفوظة 8 يونيو 2018 على موقع واي باك مشين.